# 新善光寺 (長浜市)
新善光寺（しんぜんこうじ）は、滋賀県長浜市にある仏教寺院。時宗。御影堂（みえどう）として知られた。

## 概略と沿革
天長年間（824年〜834年）に檀林皇后が弘法大師を招請して開山したという。弘安7年（1284年）、後嵯峨天皇の皇子である王阿上人が再興し、時宗としたと伝える。六条左女牛にあったが、後に五条大橋の袂に移った。太平洋戦争中に疎開のため現在の滋賀県長浜市に移転した。旧地は現在「御影堂町」「御影堂前町」の町名として残っている。
時宗十二派の中では時宗御影堂派の本山であった。末寺はなく、寺の周辺に妻帯の塔頭が多数存在していた。塔頭の人たちが副業として「御影堂扇」を作って販売していた。現在の土産物産業の基礎となっている。
当寺が六条道場歓喜光寺に隣り合って位置していた時の縁で、『一遍聖絵』を借り受けて複写したのが『一遍聖絵』御影堂本である。近代に入って流出し、前田侯爵家を経て尊経閣文庫と奈良県の山林王が所有している。

## 文化財

### 重要文化財（国指定）
- 木造地蔵菩薩半跏像 - 京都国立博物館寄託

鎌倉時代のものと推定される。

## 交通アクセス
西日本旅客鉄道北陸本線長浜駅より路線バスで約20分、千草東バス停留所で下車徒歩5分